# 高宗秀
高 宗秀（コ・ジョンス、고종수、1978年10月30日 - ）は、大韓民国出身の元サッカー選手。ポジションはミッドフィールダー。

## 経歴
ユース時代はアンファンテリブル（悪童）と呼ばれ、その後も韓国には少ないファンタジスタ型の選手として期待され続けてきた存在である。
日韓ワールドカップで韓国代表から漏れたあたりからか、故障も重なって急速に力を落とす。
2003年3月、Jリーグの京都パープルサンガへ期限付き移籍、京都では欧州へと移籍した朴智星の穴を埋める選手と期待されたが、故障明けで体は重く往年のキレも失っている状態が続き、エンゲルス監督からの信頼を得られなかった。シーズン途中の9月、オランダ人FWレジの加入に伴い契約解除される。
翌年、韓国・水原三星ブルーウィングスに復帰した。リハビリのための練習態度の粗雑さなどで監督やチームとは揉めに揉めることもあった。当時のマスコミにつけられたあだ名は"ピッチの風雲児"である。挙句、任意脱退選手として公示され事実上の休職扱いであった。
引退を考えるまで追い込まれたが結局残留し、その後に全南へと放出された。トレード相手は全南の看板選手、金南一だった。
2005-2006年は全南ドラゴンズで再起を期すものの、思うような結果は得られず、2007年には再び大田シチズンに移籍。
2009年2月6日に現役引退を宣言。
2011年に古巣水原の18歳以下チームのコーチを経てトップチームのトレーナーに就任した。アジアチャンピオンズリーグ準決勝対アルサッド戦において乱闘騒ぎに加わり、AFCから6試合分のベンチ入り禁止処分を受けた。

## エピソード
- 先輩や目上の人間を絶対視する韓国では目立つ（浮いた）存在だった。
- FKは中村俊輔より少し曲がりが小さい程度の質の高いボールを蹴ることができた。その後完成度を高めていく中村とは対照的に、高のゴールシーンはほとんど見ることはなくなってしまった。
- 1998年のフランスW杯当時は、日本の中田英寿に対抗する韓国サッカーの将来を担う選手と称されていた。
- かつて65kg前後だった体重は日本に来たときには72kgまで増え人相まで変わっていた。

## 個人成績
| 国内大会個人成績 | 国内大会個人成績 | 国内大会個人成績 | 国内大会個人成績 | 国内大会個人成績 | 国内大会個人成績 | 国内大会個人成績 | 国内大会個人成績 | 国内大会個人成績 | 国内大会個人成績 | 国内大会個人成績 | 国内大会個人成績 |
| 年度             | クラブ           | 背番号           | リーグ           | リーグ戦         | リーグ戦         | リーグ杯         | リーグ杯         | オープン杯       | オープン杯       | 期間通算         | 期間通算         |
| 年度             | クラブ           | 背番号           | リーグ           | 出場             | 得点             | 出場             | 得点             | 出場             | 得点             | 出場             | 得点             |
| 韓国             | 韓国             | 韓国             | 韓国             | リーグ戦         | リーグ戦         | リーグ杯         | リーグ杯         | FA杯             | FA杯             | 期間通算         | 期間通算         |
| ---------------- | ---------------- | ---------------- | ---------------- | ---------------- | ---------------- | ---------------- | ---------------- | ---------------- | ---------------- | ---------------- | ---------------- |
| 1996             | 水原三星         |                  | Kリーグ          | 11               | 1                | 3                | 0                |                  |                  |                  |                  |
| 1997             | 水原三星         |                  | Kリーグ          | 7                | 1                | 8                | 2                |                  |                  |                  |                  |
| 1998             | 水原三星         |                  | Kリーグ          | 19               | 3                | 1                | 0                |                  |                  |                  |                  |
| 1999             | 水原三星         | 22               | Kリーグ          | 14               | 2                | 7                | 2                |                  |                  |                  |                  |
| 2000             | 水原三星         |                  | Kリーグ          | 8                | 4                | 5                | 3                |                  |                  |                  |                  |
| 2001             | 水原三星         |                  | Kリーグ          | 12               | 5                | 8                | 5                |                  |                  |                  |                  |
| 2002             | 水原三星         |                  | Kリーグ          | 20               | 4                | 0                | 0                |                  |                  |                  |                  |
| 日本             | 日本             | 日本             | 日本             | リーグ戦         | リーグ戦         | リーグ杯         | リーグ杯         | 天皇杯           | 天皇杯           | 期間通算         | 期間通算         |
| 2003             | 京都             | 30               | J1               | 13               | 1                | 3                | 1                | -                | -                | 16               | 2                |
| 韓国             | 韓国             | 韓国             | 韓国             | リーグ戦         | リーグ戦         | リーグ杯         | リーグ杯         | FA杯             | FA杯             | 期間通算         | 期間通算         |
| 2004             | 水原三星         |                  | Kリーグ          | 5                | 1                | 0                | 0                | 0                | 0                | 5                | 1                |
| 2005             | 全南             |                  | Kリーグ          | 11               | 1                | 5                | 1                | 0                | 0                | 16               | 2                |
| 2007             | 大田             |                  | Kリーグ          | 11               | 1                | 0                | 0                | 1                | 0                | 12               | 1                |
| 2008             | 大田             |                  | Kリーグ          | 13               | 0                | 3                | 1                | 0                | 0                | 16               | 1                |
| 通算             | 韓国             | 韓国             | Kリーグ          | 131              | 23               | 40               | 14               |                  |                  |                  |                  |
| 通算             | 日本             | 日本             | J1               | 13               | 1                | 3                | 1                | -                | -                | 16               | 2                |
| 総通算           | 総通算           | 総通算           | 総通算           | 144              | 24               | 43               | 15               |                  |                  |                  |                  |

## 代表歴

### 出場大会
- 1994年 U-16韓国代表
- 1995年 U-17韓国代表
- 1996年 U-19韓国代表
- 1996年 アトランタオリンピック 代表候補
- 1997年 オーストラリア4ヶ国 代表
- 1997年 フランスW杯アジア地区予選 代表
- 1998年 キングスカップ 代表
- 1998年 ダイナスティカップ 代表
- 1998年 フランスW杯 代表（グループリーグ敗退）
- 1998年 U-20韓国代表
- 2001年 アクセンチュアドリームサッカー 韓日選抜
- 2001年 カールスバーグカップ 代表

### 試合数
- 国際Aマッチ 40試合 6得点（1997年-2001年）[4]

| 韓国代表 | 国際Aマッチ | 国際Aマッチ |
| 年       | 出場        | 得点        |
| -------- | ----------- | ----------- |
| 1997     | 10          | 1           |
| 1998     | 17          | 1           |
| 1999     | 4           | 1           |
| 2000     | 3           | 0           |
| 2001     | 6           | 3           |
| 通算     | 40          | 6           |

## 受賞歴
- 1997年 アディダスカップ 最多アシスト王
- 1998年 Kリーグ 最優秀選手賞
- 1998年 スポーツソウル 最高の人気賞
- 1998年 98シーズン ベストイレブン選定
- 1999年 99シーズン ベストイレブン選定
- 2000年 アディダスカップ 得点王
- 2001年 スポーツトゥディ 今年の人気賞
- 2001年 AFC選定 今月の選手賞（3月度）
- 2001年 ナイキKリーグオールスター戦 最多得票